# Instituție financiară nebancară
Instituția financiară nebancară (IFN sau instituție financiară non-bancară) este o instituție financiară care nu este legal o bancă, nu deține o licență bancară completă și nu este supravegheată de o agenție de reglementare bancară. IFN-urile oferă servicii financiare legate de bănci, cum ar fi investiții, punerea în comun a riscurilor, economiile contractuale și brokerajul de piață. Exemple de astfel de companii includ fonduri speculative, firme de asigurări, case de amanet, emitenți de cecuri de casierie, locații de încasare a cecurilor, schimburi valutare și organizații de microcreditare.
În 1999, Alan Greenspan a identificat că IFN-urile ajută în consolidarea unei economii, întrucât acestea oferă „multiple alternative pentru a transforma economiile unei economii în investiții de capital care acționează ca facilități de rezervă în cazul în care forma principală de intermediere eșuează.”

## Rol în sistemul financiar
Instituțiile financiare non-bancare completează activitățile băncilor prin infrastructura necesară pentru alocarea resurselor excedentare către indivizi și companii cu deficite financiare. Spre deosebire de bănci, care oferă pachete standardizate de servicii, IFN-urile descopun aceste servicii și le adaptează penru a răspunde cerințelor specifice ale clienților. Unele IFN-uri se specializează într-un anumit domeniu pentru un avantaj informațional. Astfel, acestea contribuie la creșterea concurenței și diversificării în sectorul serviciilor financiare prin descopunerea serviciilor, targetarea unor segmente specifice de clienți și specializarea pe anumite piețe.
IFN-urile oferă servicii financiare, precum împrumuturi, facilități de credit, finanțare pentru educație, planificare a pensionării, tranzacționare pe piețele financiare, subscrierea de acțiuni și titluri de valoare. Ele pot furniza și servicii de gestionare a averii, cum ar fi administrarea portofoliilor de acțiuni, servicii de discount și consiliere cu privire la activitățile de fuziune și achiziție. IFN-urile pregătesc studii de fezabilitate pentru piață sau de industrie pentru companii. Cu toate acestea, nu le este permis să preia depozite de la publicul larg și trebuie să găsească alte mijloace de finanțare a operațiunilor, cum ar fi emiterea de instrumente de datorie. Ele nu oferă nici cărți de cecuri, conturi de economii sau conturi curente. Acestea pot avea doar depozite fixe sau depozite la termen.

## Tipuri de IFN-uri

### Instituții de gestionare a riscurilor
Companiile de asigurări subscriu riscuri economice asociate cu boala, decesul, daunele și alte pierderi. În schimbul colectării unei prime de asigurare, companiile de asigurări oferă o promisiune condiționată de protecție economică în caz de pierdere. Există două tipuri principale de companii de asigurări: asigurări generale și asigurări de viață. Asigurările generale tind să fie pe termen scurt, în timp ce asigurările de viață sunt contracte pe termen lung, care se încheie la decesul asiguratului.
Deși companiile de asigurări nu dețin licențe bancare, în majoritatea țărilor există un cadru de reglementare separat, specific domeniului asigurărilor, care poate fi supravegheat de aceeași autoritate financiară care reglementează și băncile. Au existat cazuri în care companiile de asigurări au fuzionat cu bănci și a fost creată o companie de asigurări care deține și licență bancară.

### Instituții de economisire prin contract
Instituțiile de economisire prin contract administrează fonduri de investiții precum fondurile de pensii și fondurile mutuale. În acestea, individualii investesc în fonduri în calitate de feduciari, mai degrabă decât ca investitori direcți (individul deține participanții în cadrul fondului, nu în investițiile propriu-zise). Fondurile colectează resurse financiare de la persoane și companii și le investesc în diverse instrumente financiare, precum acțiuni și obligațiuni.
Cele două tipuri principale de fonduri mutuale sunt fondurile deschise și fondurile închise. Fondurile deschise permit investitorilor să cumpere noi unități de fond în orice moment, iar deținătorii își pot lichida participațiile prin răscumpărarea unităților la valoarea activului net. Fondurile închise emit un număr fix de unități în cadrul unei oferte publice inițiale (IPO). În acest caz, investitorii valorifică activele lor prin vânzarea unităților pe o bursă de valori.
Fondurile mutuale sunt clasificate în funcție de natura investițiilor. Unele fonduri se specializează în investiții cu risc ridicat și randament mare, în timp ce altele se axează pe titluri de valoare scutite de impozite. Există și fonduri speculative (hedge funds) care sunt specializate în investiții într-un anumit sector sau în plasamente transfrontaliere.
Fondurile de investiții sunt un tip special de fonduri mutuale care restricționează accesul investitorilor la fonduri până la o anumită dată. În schimb, fondurile de pensii beneficiază de avantaje fiscale pentru a încuraja populația activă să economisească o parte din veniturile curente pentru perioada de pensionare.

### Formatori de piață
Formatorii de piață (market makers) sunt instituții de brokeraj care stabilesc prețurile de cumpărare și vânzare și facilitează tranzacțiile cu active financiare. Aceste active includ acțiuni, titluri de stat și corporative, instrumente derivate și valute străine. După primirea unui ordin, formatorul de piață vinde imediat din inventarul său sau achiziționează active pentru a compensa pierderea de inventar. Unul dintre principalele beneficii aduse de formatorii de piață este creșterea lichidității activelor financiare pe piață.
În România sunt înregistați 39 de Market Makers pe Piața Reglementată.
- Erste Group Bank
- Wood & Company Financial Services
- Raiffeisen Bank International
- SSIF BRK Financial Group (Participă și în sistemul multilateral de tranzacționare SMT)
- TradeVille (Participă și în sistemul multilateral de tranzacționare SMT)
- Intercapital Securities

### Finanțatori sectoriali specializață
Aceste instituții oferă o gamă limitată de servicii financiare pentru un sector economic specific. De exemplu, finanțatorii imobiliari canalizează capital către potențiali proprietari de locuințe, companiile de leasing oferă finanțare pentru echipamente, iar companiile de împrumut pe termen scurt oferă credite rapide persoanelor care au acces limitat la servicii bancare.

### Furnizori de servicii financiare
Furnizorii de servicii financiare includ brokeri (de valori mobiliare și ipotecari), consultanți în management și consilieri financiari, operând pe bază de comision pentru servicii prestate. Aceste servicii includ informarea investitorilor și, în cazul brokerilor, oferirea unor servicii de tranzacționare prin care investitorii să își poate lichida activele existente.

## După regiune
Conform Băncii Mondiale, criza financiară asiatică din 1997 a fost cauzată din cauza lipsei reglementărilor în sectorul IFN-urilor. În acea perioadă, 30% din activele totale ale sistemului financiar din Coreea de Sud erau deținute de instituții nebancare.
În 2019, sistemul bancar al Chinei era estimat că deține active echivalente cu 8,3 trilioane de USD (20% din totalul activelor bancare) în mare parte sub formă de împrumuturi susținute de investiții ale IFN-urilor.
În 2023, volumul sectorului de intermediere financiară non-bancară a ajuns la 49,1% din totalul activelor financiare globale, aproximativ 60 trilioane USD.

### Uniunea Europeană
În Europa există directiva privind serviciile de plată care reglementează serviciile de plată și furnizorii de servicii de plată în întreaga Uniune Europeană și în Spațiul Economic European. Această directivă stabilesște tipurile de organizații care pot furniza servicii de plată în Europa: instituțiile de credit, anumite autorități, instituții de bani electronici și instituțiile de plată. Organizațiile pot solicita autorizație pentru a deveni instituție de plată și apoi își pot extinde serviciile în alte state din UE printr-un mecanism numit „pașaportare”.
După structura pasivelor, IFN-urile sunt împărțite în funcție de accesibilitatea publicului la depozite și mărimea activelor (sub un miliard sau peste un miliard care sunt sistemic importante). IFN-urile peste un miliard de euro sunt clasificate ca fiind sistemic importante și trebuie să respecte reglementări prudențiale precum cerințe privind adecvarea capitalului, norme de expunere și obligații de raportare.
În funcție de natura activității lor, IFN-urile sunt clasificate în următoarele categorii:
- Instituții de finanțare pentru dezvoltare
- Companii de dezvoltare corporativă
- Companii de leasing
- Companii de investiții
- Companii Modaraba (finanțare islamică)
- Companii de finanțare imobiliară
- Companii de capital de risc
- Case de reduceri și garanții

## IFN-urile în România
În cazul României, înființarea și funcționarea IFN-urilor sunt reglementate de Legea nr. 93/2009 privind instituțiile financiare nebancare. În funcție de natura activității, instituțiile financiare nebancare au obligația de a se înscrie într-unul dintre registrele BNR: Registrul Special, Registrul General sau Registrul de Evidență. Instituțiile înscrise în registrele Special și General au obligația de a se constitui ca societăți comerciale pe acțiuni și sunt supravegheate de către Banca Națională a României.
În România, ponderea creditelor acordate de IFN-uri a crescut de la 2,2% în 2003 la 6,5% din PIB în 2007, în condițiile în care creditele acordate de bănci ajungeau la nivelul de 40%.
Ponderea activelor IFN-urilor este de 10% din totalul activelor sistemului bancar (anul 2008).
De regulă, împrumuturile nebancare sunt mai scumpe decât cele bancare și au o perioadă de rambursare mai mică. Dobânda anuală efectivă (DAE) poate ajunge și până la 80-90%.
Noutățile 2013: Din statisticile Băncii Naționale, creditele nebancare în primul trimestru din 2013, în lei, au crescut cu foarte puțin față de aceeași perioadă a  anului trecut, dar, foarte important, cele acordate în alte valute (în special cele în euro) au scăzut spectaculos. Per total, se confirmă observațiile: IFN-uri mai multe, clienți mai mulți, credite nebancare mai multe, dar sume mai mici.
În luna august 2015, creditarea în euro a IFN-urilor din România atinsese maximul ultimilor 2 ani, de 5,3 miliarde.
În prezent (01.04.2022) în România sunt înregistrate 174 de IFN-uri în Registrul General BNR.

### Tipuri de IFN-uri
Instituțiile financiare nebancare, pot desfășura, în condițiile legii, următoarele activități de creditare:
- acordare de credite, incluzând, fără se limita la: 
  - credite de consum,
  - credite ipotecare,
  - credite imobiliare,
  - microcredite,
  - finanțarea tranzacțiilor comerciale,
  - operațiuni de factoring,
  - scontare,
  - forfetare;
- leasing financiar;
- emitere de garanții, asumare de angajamente de garantare, asumare de angajamente de finanțare;
- acordare de credite cu primire de bunuri în gaj, respectiv amanetare prin case de amanet;
- acordare de credite către membrii asociațiilor fără scop patrimonial organizate pe baza liberului consimțământ al salariaților/pensionarilor, în vederea sprijinirii prin împrumuturi financiare a membrilor lor de către aceste entități, organizate sub forma juridică a caselor de ajutor reciproc;
- alte forme de finanțare de natura creditului.

### Accesarea creditelor nebancare
Creditele nebancare se pot obține după depunerea documentelor necesare solicitate de către respectiva Instituție Financiară. Procesul de evaluare și verificare a actelor, inclusiv semnarea contractelor, nu durează mai mult de 7 zile pentru creditele ipotecare nebancare, și poate ajunge până la 24 de ore pentru creditele de nevoi personale (produse de creditare rapidă).
Majoritatea Instituțiilor Financiare Nebancare solicită condiții minimale de eligibilitate. Generalizând, pentru accesarea unui credit nebancar trebuie îndeplinite următoarele condiții:
- Vârsta cuprinsă între 18 și 69 ani;
- Domiciliul stabil pe teritoriul României;
- Buletin sau carte de identitate;
- Dovada unui venit minim permanent.

### Reglementări privind creditul
Regulamentul Băncii Naționale a României („BNR”) nr. 1/2017 („Regulamentul”) pentru modificarea și completarea Regulamentului Băncii Naționale a României nr. 20/2009 privind instituțiile financiare nebancare a fost publicat în Monitorul Oficial la data de 25 septembrie 2017 și a intrat în vigoare la data de 1 octombrie 2017.  
Regulamentul stabilește noi norme prudențiale pe care trebuie să le respecte instituțiile financiare nebancare („IFN-urile”). 
Regulamentul stabilește două criterii noi care trebuie îndeplinite la înregistrarea IFN-urilor în Registrul Special al BNR și, prin urmare, și nivelul de supraveghere a acestora de către BNR. Aceste noi criterii alternative sunt:
- volumul împrumuturilor acordate pe o perioadă de trei trimestre (care relevă adevărata dimensiune a activității unui IFN) depășește 75.000.000 RON (echivalentul a aproximativ 16,3 milioane EUR) și
- media lunară a dobânzii anuale efective pentru împrumuturile de consum (care relevă riscurile cu potențial excesiv) depășește limitele din tabelul de mai jos:
| Scadența               | Dobânda Anuală Efectivă pentru creditele în Lei | Dobândă anuală efectivă pentru creditele în valută |
| Nu mai mult de 15 zile | 200%                                            | 133%                                               |
| 16-90 zile             | 100%                                            | 67%                                                |
| Peste 90 zile          | 10 x Rata dobânzii Lombard a BNR                | 6.7 x Rata dobânzii Lombard a BNR                  |

Noi cerințe de capital au intrat în vigoare începând cu data de 1 februarie 2018 și aduc modificări pe piața actuală a IFN-urilor.